# 红顶山水库
红顶山水库是中国辽宁省铁岭市昌图县境内的一座水库，位于辽河支流亮子河上，建于1960年。水库正常库容为520万立方米，集雨面积为76平方千米，海拔为138米。